# 胡安·西尔维拉·多斯·桑托斯
祖安（Juan，1979年2月1日—），全名胡安·西尔维拉·多斯·桑托斯（Juan Silveira dos Santos），巴西足球運動員，司職中堅，效力巴甲球會法林明高。

## 生平
出生於巴西大城市里約熱內盧的胡安早年在國內大球會法林明高接受青訓
胡安早於2002年已隨巴西國家隊出賽，比較突出的是在2004年和2007年出席了美洲國家盃。該兩屆他都取得冠軍。不過當他出席2006年世界盃時，巴西隊卻早早於八強打道回府。最後一屆為國家隊出戰是2010年世界盃，他在16強對智利以頭攻入第一球，協助巴西隊晉級八強。但八強敗於荷蘭出局。

## 榮譽
- 美洲國家盃：2004、2007